# Al-Mujadila
Al-Mujadila “A Discussão” (do árabe: سورة المجادلة) é a quinquagésima oitava sura do Alcorão e tem 22 ayats.